# Andringastate (Oldeboorn)

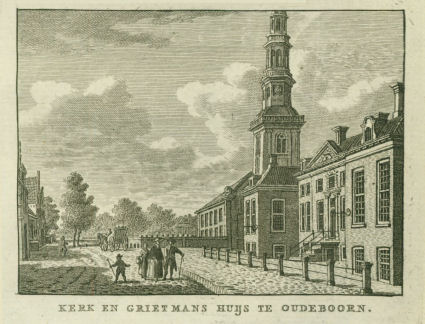
Zicht op Oldeboorn, met rechts de Andringastate en daarachter de kerk. Kopergravure door J. van Beek, naar een tekening van Jan Bulthuis, uitgegeven te Amsterdam door Saakes in Wandelingen en kleine reizen door sommige gedeelten van het vaderland (1808), H. Potter.

Andringastate was een state in de Friese plaats Oldeboorn. De state stond dicht bij de kerk, pal ten westen ervan.
Het was het stamhuis van de familie Andringa en wordt voor het eerst vermeld in de 15e eeuw. Toentertijd was Thiart Jorrits Andringa grietman van Utingeradeel.
Omdat de Andringa’s anti-Habsburgs waren, waren ze niet populair bij de regering in Brussel. In de 16e eeuw bekleedde de familie dan ook geen hoge functies meer. Pas nadat Friesland zich had losgemaakt van Filips II werden de Andringa's weer grietman.
Na het uitsterven van de Andringa's kwam de familie Lycklama à Nijeholt op de state wonen en vervulden verscheidene leden de functie van grietman van Utingeradeel.
Rond 1770 werd de state geheel nieuw opgebouwd. Van dat gebouw bestaat bestaat een eind-achttiende-eeuwse tekening door J. Gardinier Visscher. Het huis was geheel onderkelderd en bestond uit een hoofdvleugel met een verdieping geflankeerd door twee lage vleugels die voor het hoofdgebouw uitstaken. Het corps-de-logis was 7 traveeën breed. De middenrisaliet van 3 traveeën breed werd bekroond door een driehoekig fronton. Blijkens foto's behield het huis deze gedaante, afgezien van enkele kleinere veranderingen, tot de sloop eind negentiende eeuw.
Na het overlijden van de laatste bewoners Wilco Holdinga Lycklama à Nijeholt in 1872 en zijn weduwe Jeanne Henriëtte van Vloten in 1881 werd de state in 1882 aan de Nederlands Hervormde gemeente van Oldeboorn verkocht die haar als pastorie, kosterswoning en consistorie gebruikte.
De Hervormde gemeente liet de state in 1894 voor het grootste deel afbreken. Daarvoor in de plaats werd vervolgens de nog bestaande nieuwe, inmiddels voormalige, pastorie gebouwd, het Andringahûs.
De meest westelijke vleugel van Andringastate bleef, in gewijzigde vorm, bewaard en is een rijksmonument.